# خرارت تر بورخ
خرارت تر بورخ (هلندی: Gerard ter Borch؛ دسامبر ۱۶۱۷ – ۸ دسامبر ۱۶۸۱) نقاش هلندی پیشگام صحنه‌های زندگی روزمره در دوران طلایی هلند بود که بر نقاشانی همچون گابریل متسو و خریت دو تأثیر گذاشت.

## نگارخانه

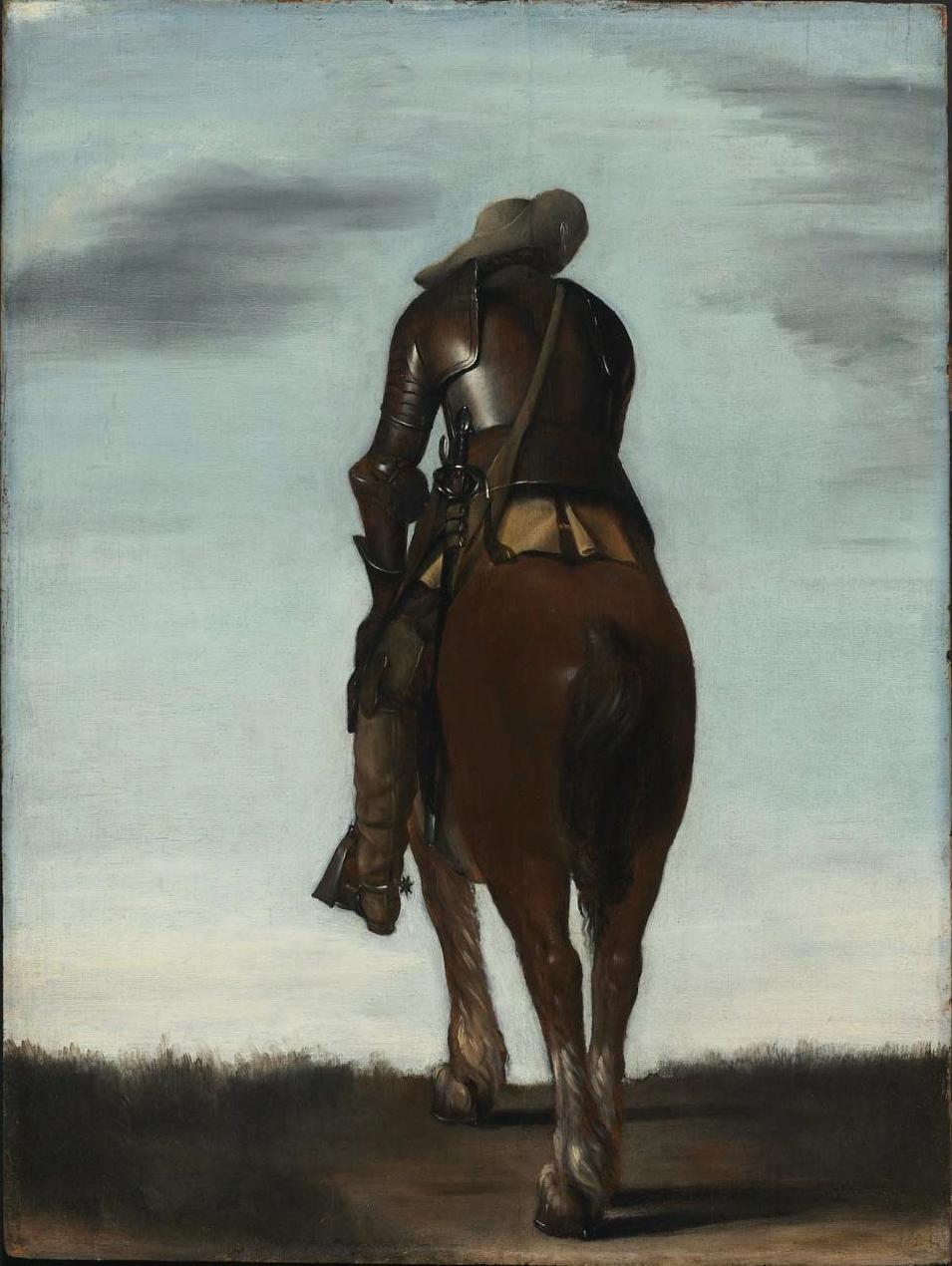
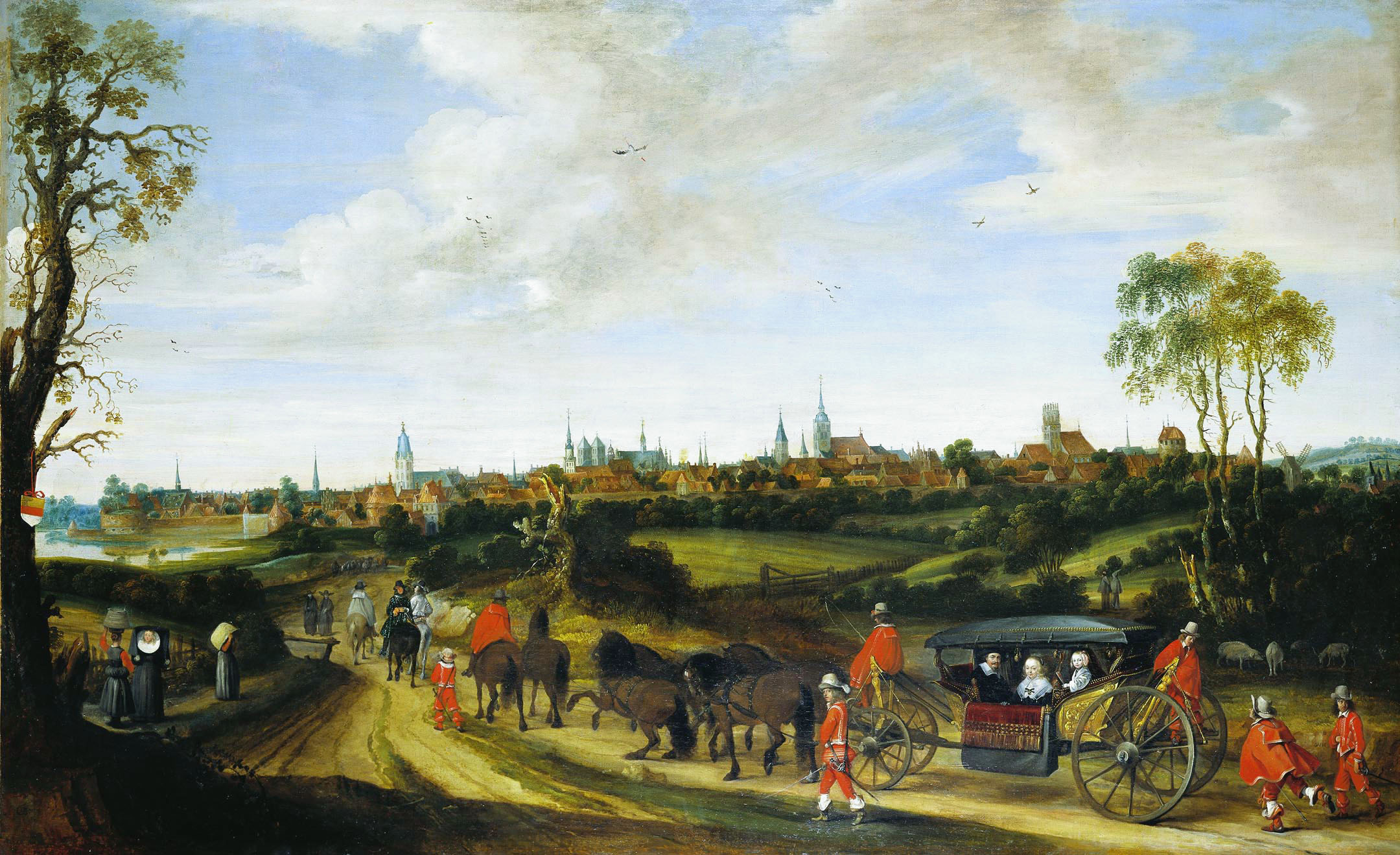
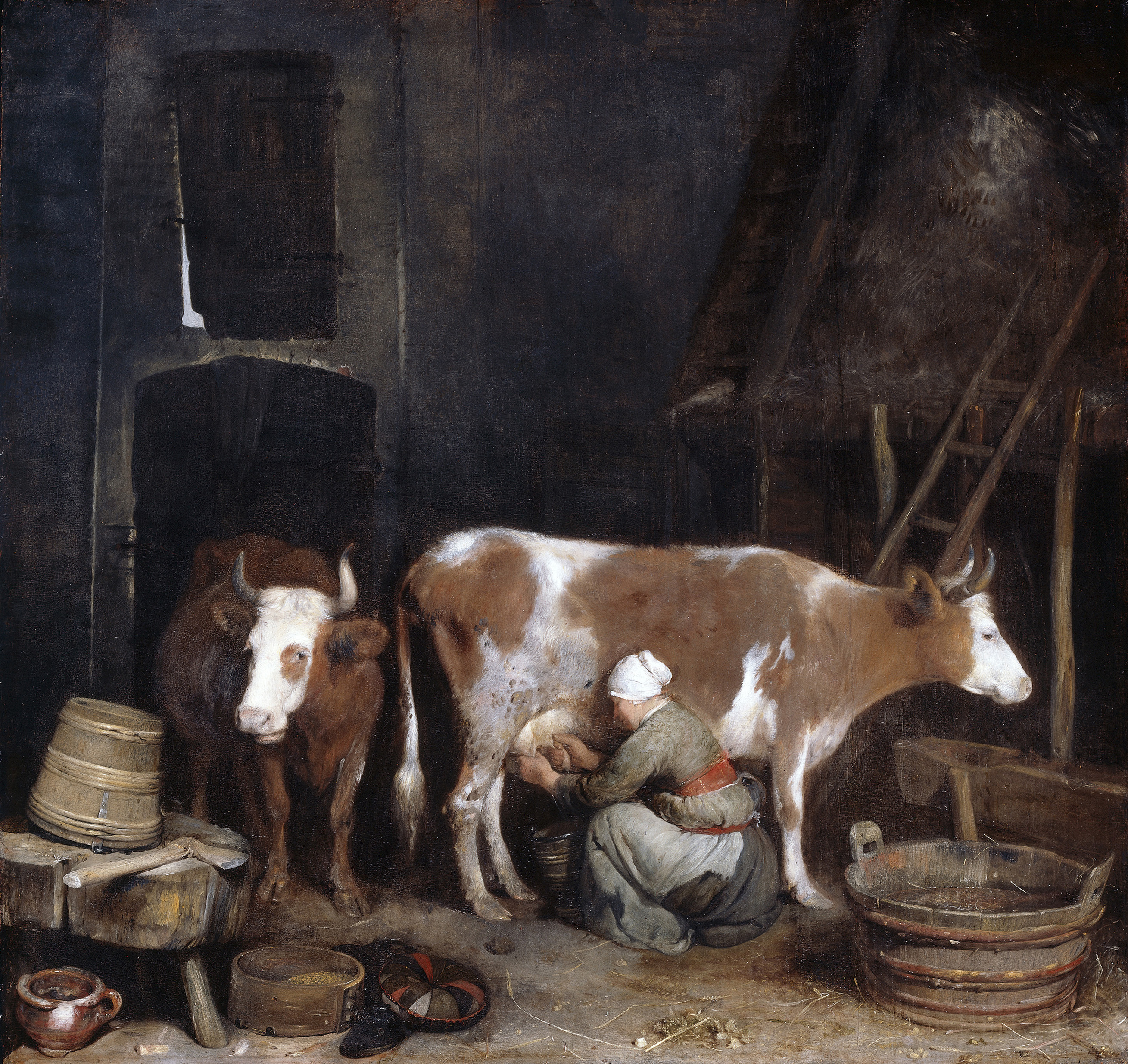
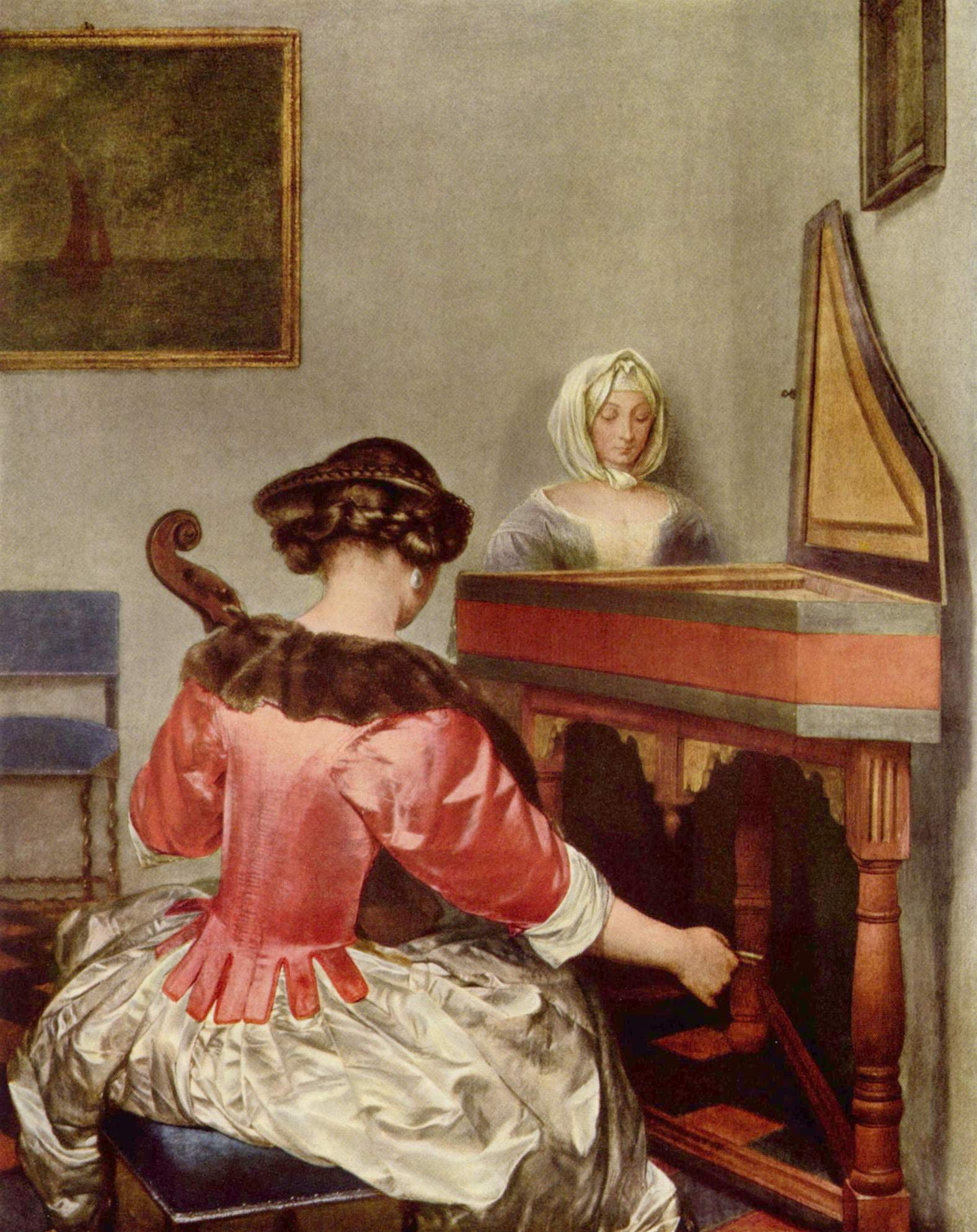
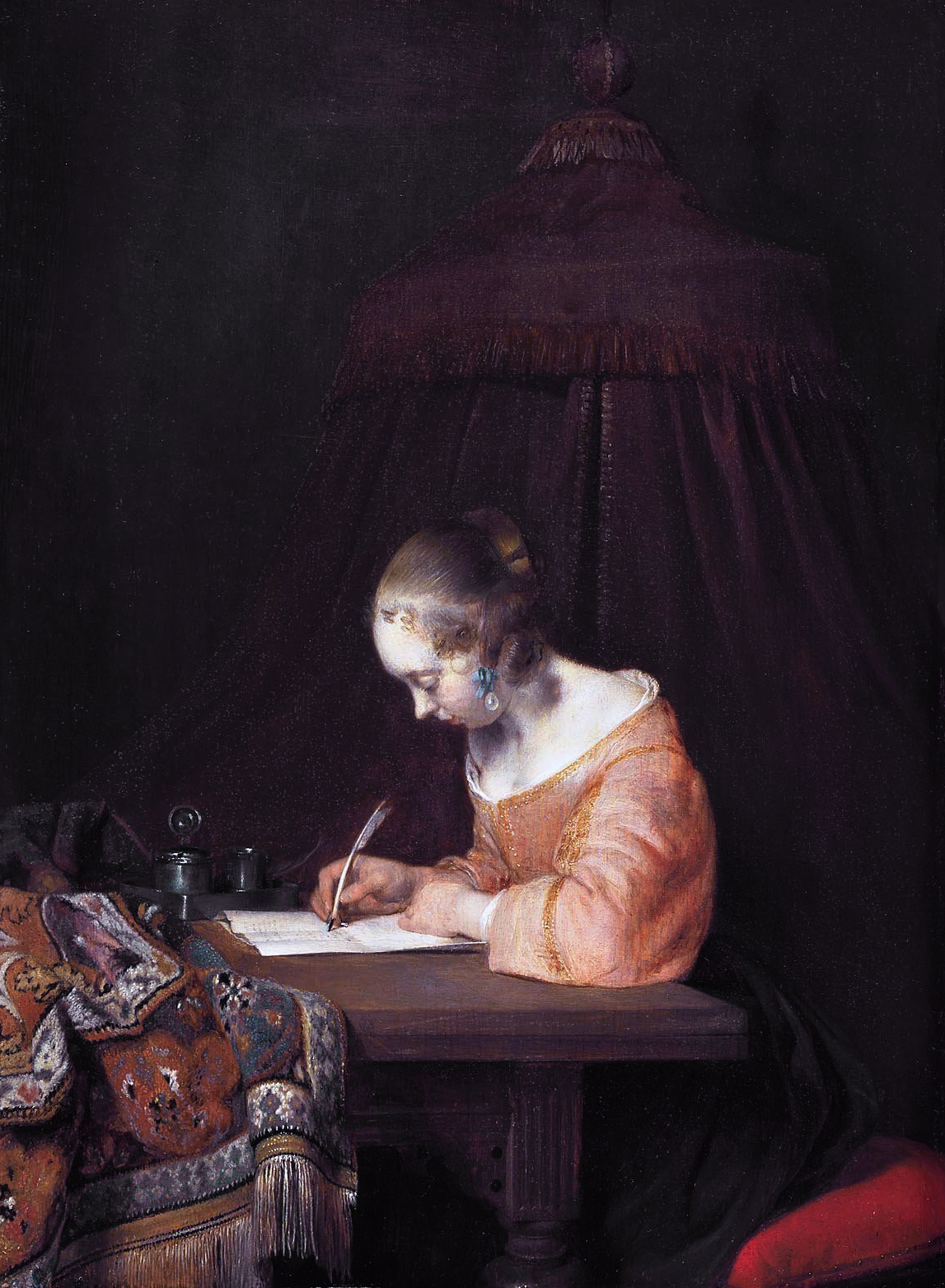
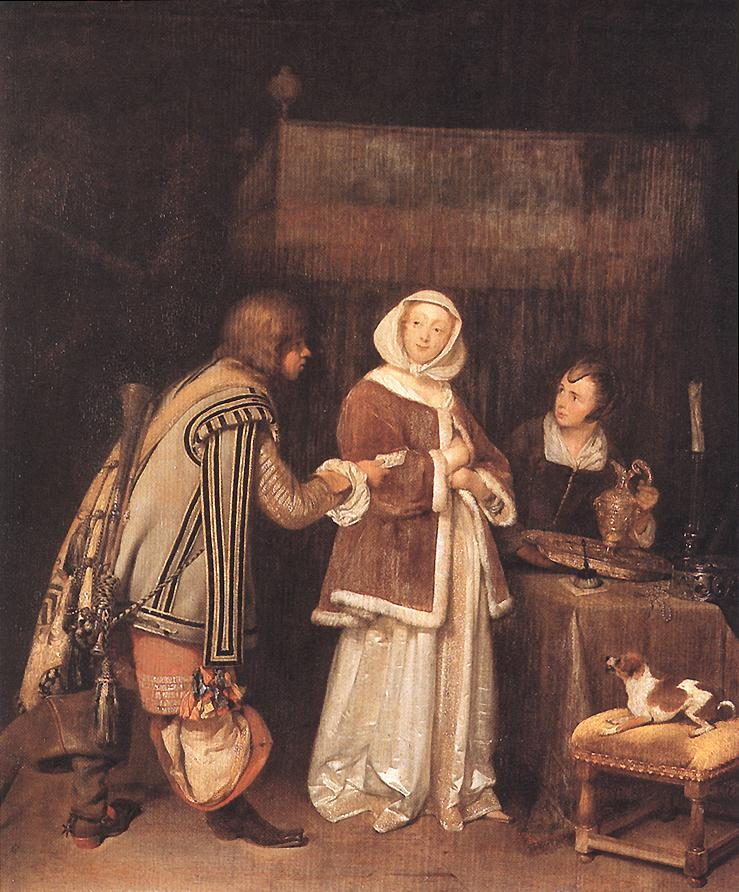
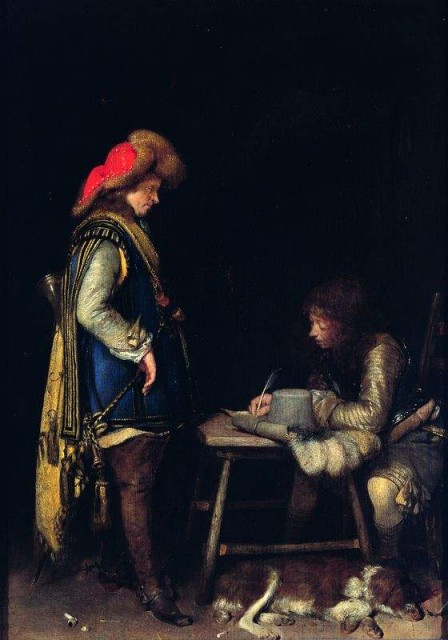
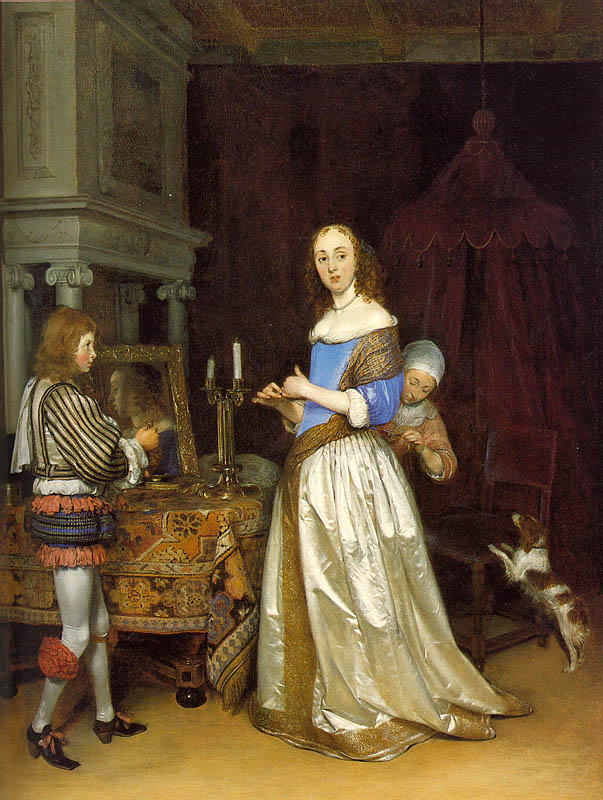
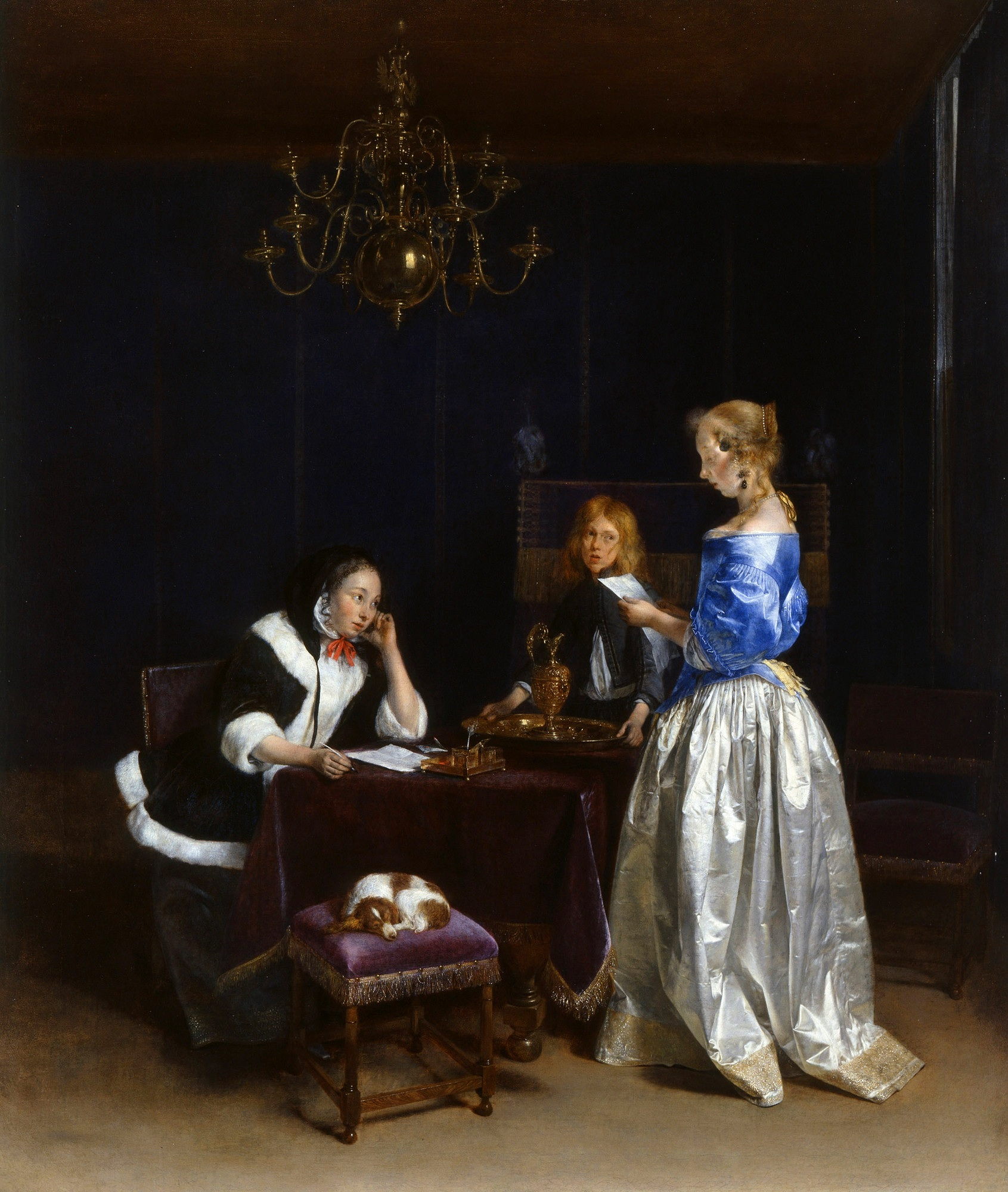
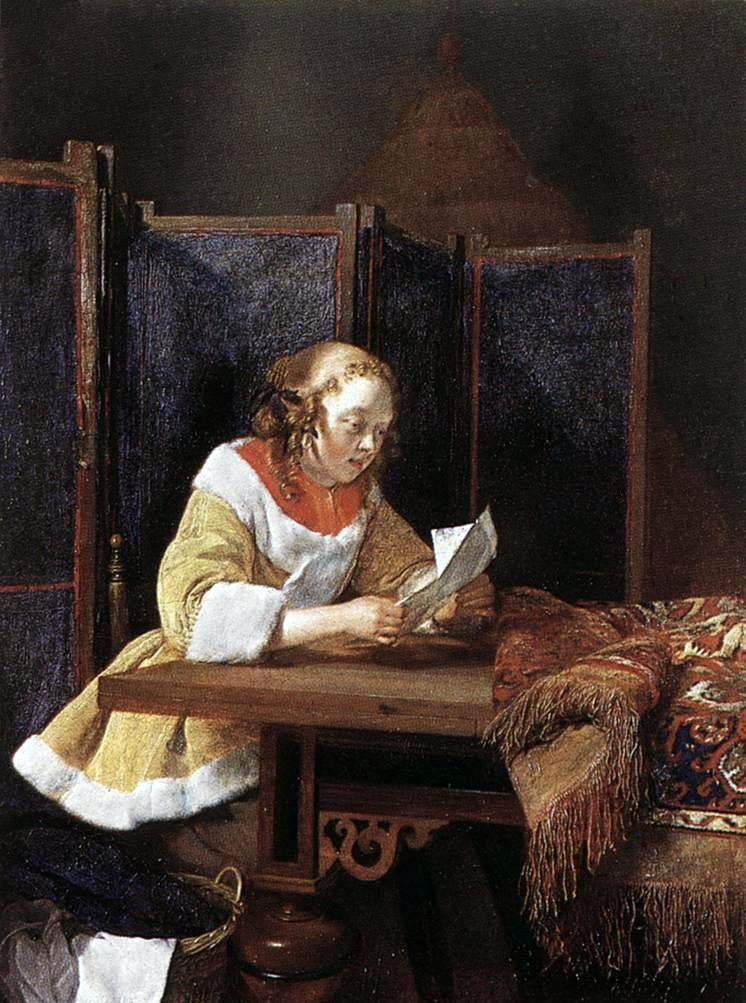
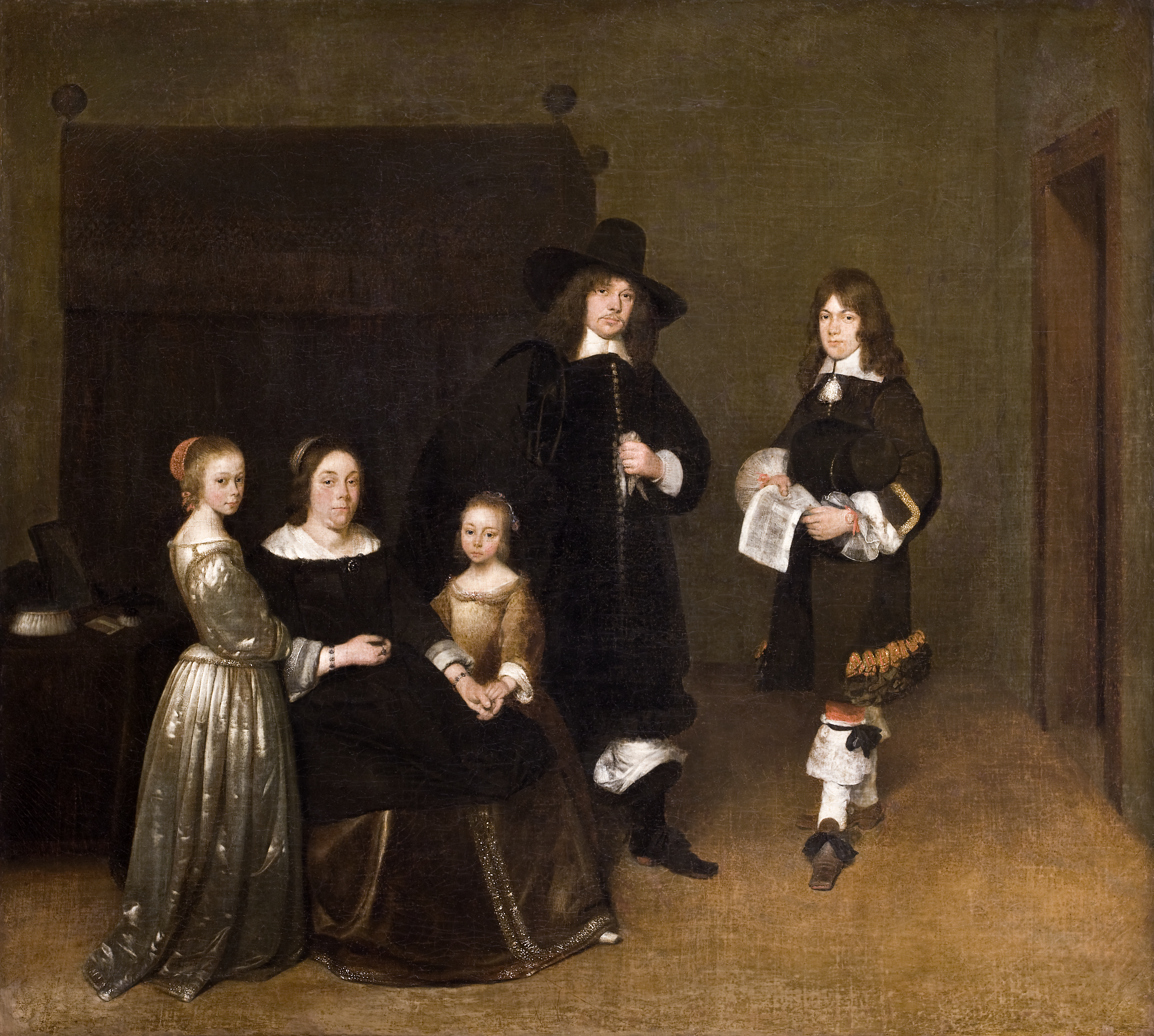